# Linospora salicis-helveticae
Linospora salicis-helveticae är en svampart som tillhör divisionen sporsäcksvampar, och som beskrevs av Michel Monod. Linospora salicis-helveticae ingår i släktet Linospora, och familjen Gnomoniaceae. Arten är reproducerande i Sverige.